# Najmądrzejsze modelki Ameryki?
Najmądrzejsze modelki Ameryki? (ang.America’s Most Smartest Model) – amerykański program reality show, prowadzony przez polityka oraz komentatora ekonomicznego Bena Steina i Mary Alice Stephenson, ekspert w dziedzinie mody i dobrego smaku.
W każdym odcinku szesnastu modeli i modelek zostanie poddana dwóm wyzwaniom, które mają ocenić ich poziom inteligencji oraz zdemaskować wszystkie słabości. Zwycięzca programu oprócz tytułu najbystrzejszego amerykańskiego modela, otrzyma sto tysięcy dolarów.

## Uczestnicy programu
| Model             | Miasto                | Wiek | Eliminacja |
| ----------------- | --------------------- | ---- | ---------- |
| VJ Logan          | Grass Valley          | 24   | Zwycięzca  |
| Andre Birleanu    | Moskwa, Rosja         | 27   | Odcinek 11 |
| Angela Hart       | San Francisco         | 27   | Odcinek 10 |
| Brett Novek       | Fort Lauderdale       | 25   | Odcinek 9  |
| Rachael Murphy    | Sydney, Australia     | 27   | Odcinek 9  |
| Jeff Pickel       | Chicago               | 27   | Odcinek 8  |
| Daniel Schuman    | Saddle Brook          | 26   | Odcinek 7  |
| Rachel Myers      | Palm Springs          | 29   | Odcinek 6  |
| Lisa Byrnes       | Scottsdale            | 29   | Odcinek 5  |
| Jesse Lewis       | Sacramento            | 28   | Odcinek 4  |
| Mandy Lynn        | Long Island           | 29   | Odcinek 3  |
| Erika Medina      | Anaheim               | 24   | Odcinek 2  |
| Victoria Fisher   | Corona Del Mar        | 24   | Odcinek 1  |
| Gaston Willig     | Argentyna             | 29   | Odcinek 1  |
| Slavco Tuskaloski | Nowy Jork / Macedonia | 28   | Odcinek 1  |
| Jamie Everett     | Houston               | 28   | Odcinek 1  |

## Kolejność eliminacji
| Uczestnik           | Odcinek    | Odcinek                | Odcinek           | Odcinek        | Odcinek    | Odcinek       | Odcinek    | Odcinek    | Odcinek               | Odcinek    | Odcinek    |
| Uczestnik           | 1          | 2                      | 3                 | 4              | 5          | 6             | 7          | 8          | 9                     | 10         | 11         |
| ------------------- | ---------- | ---------------------- | ----------------- | -------------- | ---------- | ------------- | ---------- | ---------- | --------------------- | ---------- | ---------- |
| Zdobywca przywileju | Daniel     | Pickel, Rachael Murphy | Brett, Pickel, VJ | Angela, Daniel | Daniel     | Brett, Pickel | VJ         | Angela, VJ | Andre, Rachael Murphy | Andre      | Nikt       |
| VJ                  | Bezpieczny | Bezpieczny             | Bezpieczny        | Bezpieczny     | Awans      | Zagrożenie    | Najlepszy  | Awans      | Awans                 | Zagrożenie | Zwycięzca  |
| Andre               | Bezpieczny | Najlepszy              | Bezpieczny        | Awans          | Bezpieczny | Bezpieczny    | Awans      | Zagrożenie | Zagrożenie            | Najlepszy  | Eliminacja |
| Angela              | Bezpieczny | Bezpieczny             | Bezpieczny        | Bezpieczny     | Najlepszy  | Bezpieczny    | Zagrożenie | Awans      | Awans                 | Eliminacja |            |
| Brett               | Awans      | Bezpieczny             | Awans             | Najlepszy      | Bezpieczny | Awans         | Bezpieczny | Zagrożenie | Eliminacja            |            |            |
| Rachael Murphy      | Bezpieczny | Awans                  | Najlepszy         | Awans          | Najlepszy  | Zagrożenie    | Zagrożenie | Awans      | Eliminacja            |            |            |
| Pickel              | Bezpieczny | Awans                  | Bezpieczny        | Najlepszy      | Bezpieczny | Awans         | Bezpieczny | Eliminacja |                       |            |            |
| Daniel              | Bezpieczny | Zagrożenie             | Bezpieczny        | Bezpieczny     | Bezpieczny | Zagrożenie    | Eliminacja |            |                       |            |            |
| Rachel Myers        | Bezpieczny | Bezpieczny             | Zagrożenie        | Zagrożenie     | Zagrożenie | Eliminacja    |            |            |                       |            |            |
| Lisa                | Bezpieczny | Najlepszy              | Bezpieczny        | Zagrożenie     | Eliminacja |               |            |            |                       |            |            |
| Jesse               | Najlepszy  | Zagrożenie             | Zagrożenie        | Eliminacja     |            |               |            |            |                       |            |            |
| Mandy Lynn          | Zagrożenie | Zagrożenie             | Eliminacja        |                |            |               |            |            |                       |            |            |
| Erika               | Bezpieczny | Eliminacja             |                   |                |            |               |            |            |                       |            |            |
| Victoria            | Eliminacja |                        |                   |                |            |               |            |            |                       |            |            |
| Gaston              | Eliminacja |                        |                   |                |            |               |            |            |                       |            |            |
| Slavco              | Eliminacja |                        |                   |                |            |               |            |            |                       |            |            |
| Jamie               | Eliminacja |                        |                   |                |            |               |            |            |                       |            |            |

 ZWYCIĘZCA  Model, który wygrał program.
 AWANS  Model, który wygrał automatyczny awans do kolejnego odcinka.
 NAJLEPSZY  Model, który został wybrany jako jeden z najlepszych w wyzwaniu o awans, ale nie wygrał.
 ZAGROŻENIE  Model, który został wybrany jako jeden z najgorszych w wyzwaniu, ale nie został wyeliminowany.
 ELIMINACJA  Model, który został wyeliminowany
 ELIMINACJA  Model wyeliminowany przed ceremonią eliminacji
- Rachel Myers została wyeliminowana podczas walki o przywilej w 6 odcinku.
- W odcinku 9 odpadły dwie osoby.

## Uczestnicy
- Van Jameson „VJ” Logan[2] brał udział w programie randkowym MTV „Parental Control”, jest modelem marki Forever 21.
- Andre Birleanu[3] został przedstawiony w czasopiśmie Esquire[4]. Birleanu jest reprezentowany przez agencję Red Models w Nowym Jorku. W 1995 roku reklamował zapach Calvin Klein CK One[5].
- Brett Novek jest modelem marki Papi Underwear. Pojawiał się na opakowaniach produktów oraz materiałów promocyjnych.
- Lisa Byrnes brała udział w programie Deal or No Deal Models.
- Jesse Lewis zagrał kilka krótkich scen w komedii „Poznaj moich Spartan” oraz w serialu „Bez skazy”.
- Mandy Lynn[6] pojawiła się w specjalnym wydaniu magazynu Playboy.
- Erika Medina[7] w serialu Hannah Montana zagrała siostrę Rico.
- Slavco Tuskaloski był uczestnikiem reality show Utrzymanek.
- Jamie Everett brał udział w programie Deal or No Deal Models.